# Pokos grzebieniowaty
Pokos grzebieniowaty (Pristaulacus chlapowskii) – gatunek błonkówki z rodziny pokosowatych.
Samce osiągają od 12,5 do 13,5 mm długości ciała i od 8,6 do 9 mm długości przedniego skrzydła. U samic długość ciała bez pokładełka wynosi od 10,6 do 15,8 mm, a długość przedniego skrzydła od 7,6 do 11 mm. Podstawowa barwa ciała jest czarna. Metasoma ma kolor jasnoczerwonopomarańczowy do ciemnoczerwonego. Żuwaczki są ciemnoczerowne do czarniawych. Odnóża są głównie czarniawobrązowe z pomarańczowobrązowymi dystalnymi częściami ud i goleniami dwóch par początkowych oraz stopami wszystkich par. Głowa jest błyszcząca, z prostą krawędzią potyliczną, na nadustku, skroniach i bokach czoła porośnięta szczecinkami barwy od białawej do ciemnobrązowej. Kołnierz potyliczny jest wyraźny i szeroki. Mezosoma jest grubo rzeźbiona i białawo oszczeciniona. Na przedniej krawędzi przedplecza występuje jeden, wyraźny ząb. Skrzydła są przezroczyste z brązowymi lub ciemnobrązowymi żyłkami oraz brązową pterostigmą i takąż plamką za nią. Metasoma ma długi stylik i gruszkowaty w widoku bocznym kształt. Pokładełko samicy jest od 1,5 do 1,8 raza dłuższe niż jej przednie skrzydło. 
Pokos grzebieniowaty jest parazytoidem ksylofagicznych larw chrząszczy z rodziny kózkowatych. Poraża larwy rogatka pstrego, płotnika okazałego, Isotomus barbarae i Chlorophorus pilosus.
Gatunek palearktyczny, znany z Bułgarii, Czech, Francji, Rosji, Węgier i Włoch. Możliwy do odnalezienia również w Polsce.